# Pennalticola
Pennalticola là một chi bướm đêm thuộc họ Noctuidae.